# 鼉龍鏡

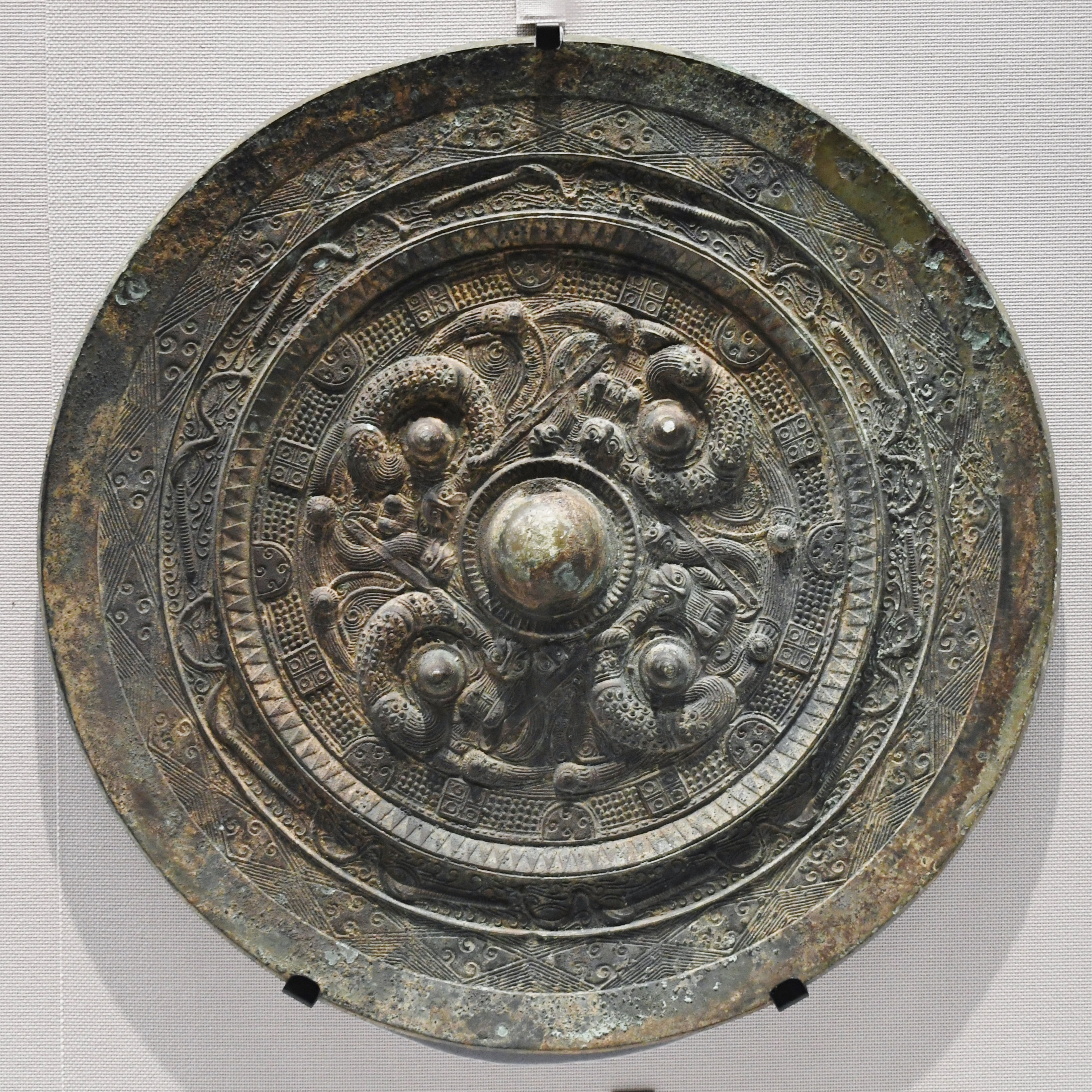
柳井茶臼山古墳出土

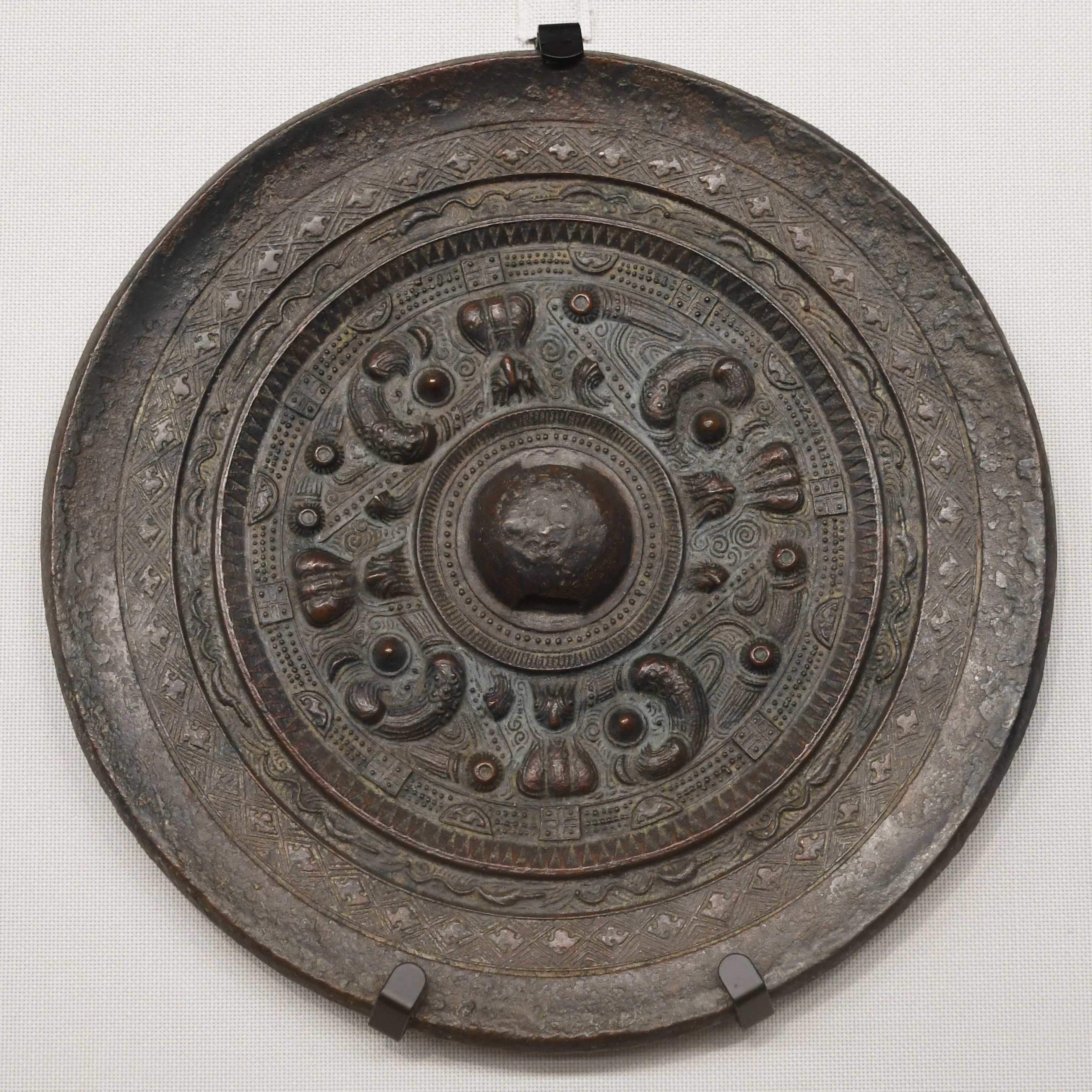
菖蒲塚古墳出土

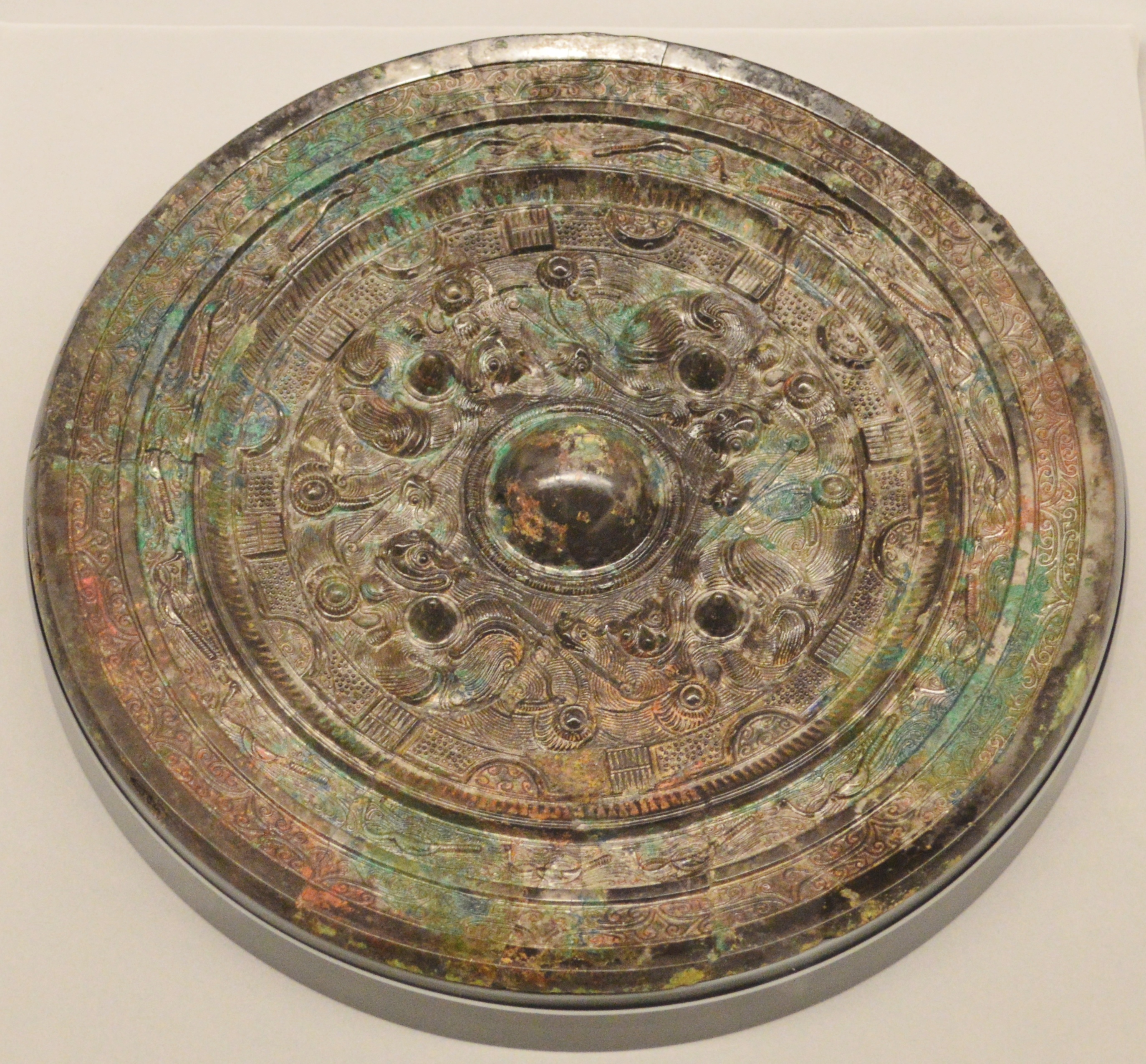
雪野山古墳出土

鼉龍鏡（だりゅうきょう）とは、古墳時代の銅鏡の鏡式のひとつ。名称は研究者が鏡背に描かれる文様を鼉龍（ワニに似た中国の空想上の獣）と解した事に因むが、2022年現在では漢鏡の画文帯神獣鏡を日本列島内で模倣した倭製鏡（仿製鏡）とされている。

## 概要
鼉龍鏡は日本各地で約70面が確認されている。面径は中型から大型が多く、畿内を中心に地方に行くほど面径が小さくなる傾向がある。そのため畿内中枢勢力が生産して、地方豪族に配布した銅鏡のひとつと考えられている。

## 成立の背景
日本列島での銅鏡は多鈕細文鏡の流入に始まり、弥生時代中期後半ごろに中国から漢鏡が流入するようになった。流入した漢鏡は威信財として珍重されたが、その供給量は漢を始めとする周辺国の情勢に左右されていたため、列島内の需要を満たせなくなると模倣した倭製鏡が生産されるようになった。
日本列島内で好まれた漢鏡であったが、その一方で神獣鏡などの鏡背に表現されていた中国の神仙思想を体系的に受容しなかったと考えられている。日本列島の鏡を作った職人は神獣鏡の図像を重んじたものの、元となる思想を理解しなかったために、倭製鏡の図像は簡略化・異形化が著しいものが少なくない。その代表例が画文帯神獣鏡を模した鼉龍鏡である。
元となった画文帯神獣鏡では、環状乳と呼ばれる突起を取り巻くように、巨（きょ）と呼ばれる棒を咥えた首の長い神獣が後ろを振り向く姿で表現され、その背中に跨る神仙が描かれている。初期の鼉龍鏡では画文帯神獣鏡の図像を踏襲していたものの、やがて神仙と神獣の頭が1つになり、それに神獣と神仙の体が取りつく単頭双胴に描かれるようになった。